# 임주리
임주리(본명: 임윤정, 1958년 11월 3일 ~ )는 대한민국의 트로트 가수이다.

## 생애
임주리는 데뷔전 1977년, 미8군 스테이지에서 [풀케치]의 리드싱어로 활약하면서 2년후 1979년에 당시 TBC 인기드라마 야 곰례야의 주제가를 부르면서 가요계에 데뷔했다. 이 주제가는 크게 히트했지만 무대에서는 알릴 길이 없어 얼굴없는 가수로 떠올랐다. 1981년에 <야 곰례야>라는 곡이 히트하여 한국일보사에서 준 한국연극영화 TV 예술상의 주제가부문 대상을 수상하였다. 하지만 1987년, 새 앨범이 그다지 성공하지 못하자 미국으로 떠났다. 이후 1993년에 <립스틱 짙게 바르고>라는 곡을 배우 김혜자가 MBC 연속극 <엄마의 바다>에서 불러 인기를 끌면서 대중들에게 널리 알려져 한국으로 귀국하여 1994년에 각종 인기차트에서 1위를 하며 상승세를 이어갔다. 그리고 한국노랫말 대상 등 여러 가지 상을 수상하였고 영화, 드라마에서 출연하며 전성기를 누볐고 그 후 <사랑할 때 용서할 때>, <사랑의 기도>를 연달아 히트시키며 90년대 최고의 가수로 자리매김했다. 특히 임주리는 서정적이고 차분한 노래를 주로 불렀고 자신의 곡 대부분의 작사를 본인이 맡았다. 그리고 <립스틱 짙게 바르고>라는 곡은 노래방 애창곡으로도 선정될 만큼 대중들에게 널리 알려져 있다. 최근에는 신곡을 발표하면서 활동을 이어가고 있다.

## 학력
- 서울여자간호대학교 간호학과 (졸업)

## 주요곡
- 2010년 <청춘에게/ 갈채>
- 2007년 <하늘사랑/ 하나 되어>
- 2004년 <타인/ 삶이란>
- 2001년 <사랑한 후에/ 이대로 영원히>
- 1999년 <제2의 연인/ 시바의 여왕>
- 1997년 <사랑의 기도/ 주홍글씨>
- 1996년 <별을 쥐고 있는 여자/ 백만송이의 장미>
- 1995년 <사랑할 때와 용서할 때/ 님에게>
- 1993년 <그대 떠난 뒤/ 사랑의 종착역>
- 1990년 <용서/ 무지개 타고>
- 1990년 <사랑 앞에서/ 열쇠>
- 1989년 <담배 한개피의 추억/ 추억 열차>
- 1987년 <먼 여행 긴 터널/ 립스틱 짙게 바르고>
- 1984년 <이름없는 꽃/ 파리의 연인>
- 1983년 <가버린 사랑/ 애련>
- 1982년 <울긴요/ 사랑한다고 말할 수 없어>
- 1980년 <님의 고향/ 그 사람>
- 1979년 <야! 곰례야/ 이대로 떠나렵니다>
- 1979년 <떠나간 님아/ 내마음 흔들려>

## 영화
- 1994년 영화 <립스틱 짙게 바르고>

## 방송
- 1994년 KBS1 《아침마당》
- 1994년 KBS2 《밤과 음악 사이》
- 1994년 KBS2 《TV는 사랑을 싣고》
- 1997년 KBS2 《생방송 좋은 아침입니다》
- 1997년 MBC 《그대 그리고 나》 - 특별출연
- 2012년 KBS2 《여유만만》
- 2013년 MBC 《기분좋은 날》
- 2013년 TV조선 《대찬인생》
- 2013년 채널A 《스타 패밀리 송》
- 2013년 채널A 《분노왕》
- 2014년 JTBC 《닥터의 승부》
- 2015년 JTBC 《투유 프로젝트 - 슈가맨》
- 2017년 TV조선 《스타쇼 원더풀데이》
- 2020년 채널A 《행복한 아침》
- 2020년 MBC 《복면가왕》

## 수상경력
- 1995년 KBS 연말 가요 대상
- 1994년 한국노랫말 대상, 대한민국 영상음반대상 골드디스크상, 제5회 서울가요 트롯부문 대상
- 1981년 한국연극영화 TV 예술상의 주제가부문 대상